# Itame umbriferata
Itame umbriferata är en fjärilsart som beskrevs av George Duryea Hulst 1887. Itame umbriferata ingår i släktet Itame och familjen mätare. Inga underarter finns listade i Catalogue of Life.